# CATMAN
CATMAN（キャットマン）とは2002年に発表されたFlashアニメーションで、青池良輔のデビュー作である。

## 概要
ネコの擬人化キャラクターが、カナダのThe Planet Smashersが演奏するスカミュージックを背景に、走る・跳ぶ・叫ぶ「ハードボイルド・アクション・コメディ」。
実写背景とカートゥーン風のキャラクターを組み合わせた映像に、作中人物の台詞は字幕として表示され、音声のほうはThe Planet Smashersの音楽と効果音だけとなっている。FLAHゲーム・アニメーションが多数公開されているサイト、jp.shockwave.com（後のshockwave.co.jp）にて公開された当初から、そのスタイリッシュでクールな魅力が話題となり、シリーズ1全7話、シリーズ2全8話（エピソード0含む）に渡る人気シリーズとなった。
2007年6月より、フジテレビサイト内にてシリーズ1&2の全作品が公開された。3番目となる新シリーズの制作状況もブログで公開されている。2007年10月より、同公式サイトにて新たに『CATMAN』シリーズ3配信がスタートし、2008年3月2日の早朝には『CATMAN』が放映された。2008年10月31日にはポニーキャニオンよりDVD『CATMAN』（内容は後述）が発売されている。

## DVD収録内容
DVD内にはウェブ上で公開された 「CATMAN」（7話）、「CATMAN series II」（8話）、「CATMAN series III(Fuji Version)」（予告編＋6話） その他に、一般にはほとんど公開されていない番外編の「CATMAN and Muse」、「Secret of the red tie」、ソフトバンクとのタイアップによる作品、「Hook up! 」（一部修正版）、カナダの人気スカバンド『THE PLANET SMASHERS』のPVとして制作された「Blind」 以上を含む、計21話が収録されている。
さらに、作者である青池良輔へのインタビュー映像と、series IIIのオリジナルソースファイルの一部も収録されている。 series IIIには、声の入っていないノーマルバージョンと、町田康が主人公キャットマンの声優として参加したボイスバージョンの2種類があり、町田にとっては初声優となる。
DVDパッケージにはオリジナルシールが同梱されている。

## 主な登場人物
作中では、登場人物の全てが擬人化された猫である。劇中劇（上映中の映画）としてブルース・リーを髣髴とさせる格闘家も出るなどしている。その一方、カナリアやネズミ・魚などは動物（擬人化されていない）である。
CATMAN
青いスーツに黒いシャツ、赤いネクタイをした白猫。愛煙家で始終タバコをくわえており、使い古しのジッポーを愛用している。住所不定であるらしく、仕事らしい仕事をしている様子もなく、日々街中でその日暮しのやさぐれた生活を送っている。それでも全くの文無しと言う訳でもなく、タバコと酒をしょっちゅう嗜み、ボウリングやカジノで遊んだり、かっぱらったリンゴの対価に札片を切ったりもしているが、収入源は全く作中で触れられていない。
色々なものにムカついていて、いわゆる「口汚い四文字熟語」（伏字）を頻繁に口にしている。その対象は、踏んづけてしまったガラスの破片であったり、夏の太陽であったり、絡んできた無頼漢であったり、思い通りにならない世界であったり、愛だったりと様々。自身の生活の場であるCATTOWNにもムカついているが、同時に愛してもいたらしいことがseries Iラストで吐露されている。
漢らしさ、強さ、かっこよさ（Cool）に憧れがあり、映画のカンフーマスターに感化され無闇に戦いを求めるなど、血の気の多いところがある。その一方で自身を見つめ、何者にもなれないでいる自分に自己嫌悪を抱いている節もあり、後述するもう一人のCATMAN曰く「逃げている」と評されている。また喧嘩自体はそれほど強くなく、頻繁に果物屋の小僧からカジノの用心棒・無頼漢・チンピラなどから手ひどく殴られたりしている。それでも懲りない性分で、自分を曲げるよりは自分が気絶するまで食って掛かり挑発したがる性格である。しかし義侠心を持ち合わせ、弱い相手に手を出すことを良しとしない。なお懲りない性分はギャンブルでも発揮され、有り金全部をすらないと止まらないタイプでもある。
存外器用で射的では愛用の拳銃で太陽を打ち落とす程であるほか、ネコらしく身軽で、特に走ることが得意であり、ビルの屋上から屋根へと飛び回ったりもする。
青スーツと黒シャツはいつから着ているのかは不明だが、赤ネクタイだけはサイドストーリー（エピソード0）内で友情を誓った自称「ギャングの中のギャング/神の神（GOAG）」の老窃盗犯に貰い受けたものであるという由来が描かれている。この赤ネクタイは彼への友情の印と、CATMAN自身の情熱の現れであるが、時々包帯の代わりに使われたりもしている。
CATWOMAN
CATTOWNでOLとして働いていた妙齢の女性。第一話でビルの林の上を跳ぶCATMANを目撃して以降、奇妙な縁で度々顔をあわせることになる。喧嘩でボロボロにされたCATMANを介抱したことで、CATMANも彼女を意識し始める。series IラストでCATTOWNを見限り車に山のような荷物を積んで逃げ出したが、踏み切りで車が故障、全く偶然に貨物列車の上で寝ていてCATTOWNから出る羽目になったCATMANと出くわし、共に別の街で同棲をはじめる。共に愛し合い豊かな暮らしを手にした二人だったが、唯一「タバコは台所の換気扇の下で」だけに不満のあったCATMANがseries II冒頭で家を飛び出してしまったため、暫くその行方を捜していた。後に探し疲れ立ち寄ったショットバーで偶然再会したCATMANが自分よりも自由な生活を選んだことを悟り、身を引く。
もう一人のCATMAN
CATMANの前に姿を現した、CATMANと全く同じ姿をした謎の男。CATMANの追い求める「自由」が、何もかもから逃げ出していることだと喝破し、CATMANに「どう生きるのか」の選択をすることを迫る。
CATMANよりも僅かに腕っ節が強いらしく、CATMANとseries II最終話で一騎討ちを演じ、追い詰めた。その正体は、CATMAN自身の葛藤が生み出した、彼自身の虚像である。
兄貴
白いサマースーツに身を包んだ黒猫で、series IIIからのレギュラーキャラクター。街のギャング組織の若手で、手下数人と「料理の種類にお構いなく無理矢理飲食店にチーズを買わせる」という商売で荒稼ぎをし、組織に利益を生み出している。CATMANの行動力や自分を曲げない意志に一目置いており、自分の仲間に引き入れようとする。組織を嫌い無茶な反発をするCATMANには度々苦湯を飲まされているが、諦めきれないでいる。
少年だった頃には、ギャングに憧れ大人になる前に派手な死に様をすることを夢見ていたが、やがてそれはギャング組織内でのし上がる方向へと向かった。サイドストーリー「HOOK UP!」（ソフトバンクのタイアップ作品）では、子供が生まれ、手下に祝福されたりしている。